# Diego Mesaglio
Diego Alberto Mesaglio (Luján, provincia de Buenos Aires, 20 de febrero de 1984) es un actor y músico argentino, integrante de la banda de cumbia Arturitos.

## Carrera
Su carrera en televisión empezó con una publicidad de Banco Río en 1991.
En 1994, debuta en cine protagonizando la película Amigomío. Ese mismo año hizo una participación especial en la telecomedia Montaña Rusa.
En 1995, formó parte del elenco la serie infantil Amigovios, donde interpretó a Ramón Morales. Ese mismo año hizo una participación especial en la serie de televisión Poliladron. 
En 1996, fue convocado por Cris Morena para formar parte del elenco de Chiquititas, donde interpretó a Guadalberto Tapón. 
Entre 1996 y 1998, realizó las temporadas teatrales de Chiquititas.
En 1999, formó parte del elenco de la serie de televisión Trillizos ¡dijo la partera!, donde interpretó a Diego Scarpelli.
Entre 1999 y 2000, formó  parte del elenco la serie juvenil Verano del '98, donde interpretó a Alí. 
En 2000, formó parte del elenco de la telenovela Cabecita.
En agosto de 2001, hizo una participación especial en el último capítulo de Chiquititas junto a Daniella Mastricchio, Ezequiel Castaño, Santiago Stieben, Guillermo Santa Cruz, Nicolás Goldschmidt, Georgina Mollo, María Jimena Piccolo y Sofía Recondo.
Entre 2002 y 2003, formó parte del elenco de la serie juvenil  Rebelde Way protagonizada por Camila Bordonaba, Felipe Colombo, Luisana Lopilato y Benjamín Rojas, donde interpretó a Guido Lassen. Ese mismo año acompañó a Erreway en sus giras junto a sus compañeros de reparto.
En 2002, realizó la temporada teatral de Rebelde Way. 
Entre 2004 y 2005, formó parte del elenco de la serie infantil y juvenil Floricienta, donde interpretó a Damián Medina Ramos "Bata".
En 2007, formó parte del elenco de la telenovela Romeo y Julieta. 
Entre 2008 y 2009, formó parte del elenco de la serie de televisión Por amor a vos, donde interpretó a Ramiro. 
En 2009, protagonizó la película Matar a Videla junto a Emilia Attias y María Fiorentino.
En 2012, hizo una participación especial en la telenovela Graduados, ficción protagonizada por Nancy Dupláa y Daniel Hendler.
En 2013, hizo una participación especial en la telenovela Solamente vos. Ese mismo año formó parte del elenco de la película Metegol, donde hizo la voz en off.
Entre 2013 y 2014, hizo una participación especial en la telenovela Los vecinos en guerra, donde interpretó a Lorenzo Bermejo.
Entre 2017 y 2018, formó parte del elenco de la serie de televisión Un gallo para Esculapio, donde interpretó a  Tony.
Entre 2018 y 2019, realizó la obra de teatro Se alquila junto a Santiago Stieben.

## Vida personal
A finales de 2014 sufrió la pérdida de la visión en su ojo izquierdo a causa de un accidente doméstico con derrame de Etanol sobre su rostro.

## Televisión
| Año       | Título                     | Personaje                  | Canal              |
| --------- | -------------------------- | -------------------------- | ------------------ |
| 1994      | Sin Condena                | Niño de la plaza           | Canal 9            |
| 1994      | Montaña Rusa               | Vendedor Ambulante         | El Trece           |
| 1995      | Amigovios                  | Ramón Morales              | El Trece           |
| 1995      | Poliladron                 | Cholo                      | El Trece           |
| 1996-1998 | Chiquititas                | Guadalberto "Corcho" Tapón | Telefe             |
| 1999      | Trillizos, dijo la partera | Diego Scarpelli            | Telefe             |
| 1999-2000 | Verano del '98             | Alí                        | Telefe             |
| 2000      | Cabecita                   | Marcos González            | Telefe             |
| 2001      | Chiquititas                | Guadalberto "Corcho" Tapón | Telefe             |
| 2002-2003 | Rebelde Way                | Guido Lassen               | Canal 9/América TV |
| 2004-2005 | Floricienta                | Damián "Bata" Medina Ramos | El Trece           |
| 2007      | Romeo y Julieta            | Dante Brunelli             | Canal 9            |
| 2008-2009 | Por amor a vos             | Ramiro                     | El Trece           |
| 2010      | Yo soy virgen              | Lautaro Sánchez            | Internet           |
| 2011      | Atrapados                  | Lucas                      | Yups Channel       |
| 2012      | Graduados                  | "El Urso"                  | Telefe             |
| 2013      | Solamente vos              | Ladrón #1                  | El Trece           |
| 2013-2014 | Los vecinos en guerra      | Lorenzo "Lolo" Bermejo     | Telefe             |
| 2015      | El otro                    | "La Chancha"               | TV Pública         |
| 2017-2018 | Un gallo para Esculapio    | Tony                       | Telefe             |
| 2022      | La 1-5/18                  | Hoyos                      | El Trece           |
| 2023      | Buenos chicos              | Rafael "Chirola" González  | El Trece           |

## Teatro
| Año       | Obra        | Personaje                  | Dirección      | Teatro              |
| --------- | ----------- | -------------------------- | -------------- | ------------------- |
| 1996-1998 | Chiquititas | Guadalberto "Corcho" Tapón | Cris Morena    | Teatro Gran Rex     |
| 2002      | Rebelde Way | Guido Lassen               | Cris Morena    | Teatro Gran Rex     |
| 2002-2003 | Erreway     | Él mismo                   | Cris Morena    |                     |
| 2018-2019 | Se alquila  |                            | Alfonso Burgos | Teatro Buenos Aires |

## Cine
| Año  | Película       | Personaje    | Dirección                          |
| ---- | -------------- | ------------ | ---------------------------------- |
| 1994 | Amigomío       | Hernán       | Jeanine Meerapfel y Alcides Chiesa |
| 2009 | Matar a Videla | Julián       | Nicolás Capelli                    |
| 2013 | Metegol        | Central Liso | Juan José Campanella               |
| 2021 | Cato           | Beto         | Peta Rivero y Hornos               |

## Programas de Televisión
| Año       | Programa                             | Canal      | Notas    |
| --------- | ------------------------------------ | ---------- | -------- |
| 1997-1998 | Almorzando con Mirtha Legrand        | Canal 13   | Invitado |
| 1997-1998 | Susana Giménez                       | Telefe     | Invitado |
| 1997-1998 | Videomatch                           | Telefe     | Invitado |
| 1998      | Nico R                               | Telefe     | Invitado |
| 1999-2000 | Sábado Bus                           | Telefe     | Invitado |
| 2013      | Gracias por venir, gracias por estar | Telefe     | Invitado |
| 2015      | Los unos y los otros                 | América TV | Invitado |
| 2018      | Confrontados                         | Canal 9    | Invitado |
| 2019      | PH, podemos hablar                   | Telefe     | Invitado |
| 2019      | Incorrectas                          | América TV | Invitado |
| 2019      | S.T.O.                               | América TV | Invitado |
| 2019      | Cortá por Lozano                     | Telefe     | Invitado |